# Amor & Música
Amor & Música é o nono álbum da cantora brasileira Zizi Possi, lançado em 1987, pela gravadora PolyGram.
O álbum apresenta canções de renomados artistas da música pop dos anos 80, incluindo composições de Cazuza, Gilberto Gil, e outros. O título foi inspirado na faixa "Canção de Protesto", escrita por Caetano Veloso especialmente para Possi.
A promoção do álbum incluiu uma série de shows pelo Brasil, com um repertório que mesclava músicas novas e sucessos anteriores da cantora. Dois videoclipes foram produzidos para o programa Fantástico da Rede Globo.
As críticas foram mistas, com alguns críticos elogiando a qualidade de certas faixas enquanto criticavam outras por serem mais comerciais. 
Comercialmente, estreou entre os dez mais vendidos da semana, mas não teve um impacto duradouro nas paradas de sucesso.

## Produção e gravação
A escolha do repertório e a produção demoraram cerca de seis meses para serem concluídas.
A produção é de Liber Gadelha, marido da cantora na época, e traz canções de artistas "do primeiro time" da música pop dos anos de 1980, tais como: Cazuza, Ezequiel Neves, Kiko Zambianchi, João Donato, Gilberto Gil, Guilherme Arantes e Paulinho Lima.
O título foi extraído da faixa "Canção de Protesto" que foi escrita pelo cantor Caetano Veloso, exclusivamente para ela.

## Lançamento e promoção
Para promovê-lo a cantora fez uma série de shows por algumas cidades do Brasil, cujo roteiro incluía as músicas novas e alguns de seus maiores sucessos. A estreia ocorreu no Teatro Carlos Gomes, no Rio de Janeiro e a direção ficou a cargo de José Possi Neto (irmão da cantora).
Com relação a divulgação em programas de televisão, a cantora chegou a se apresentar no Globo de Ouro, da TV Globo. Dois videoclipes paras as canções "Noite" e "A Paz" foram feitos para o programa de TV, Fantástico, da mesma emissora.
O álbum foi relançado no formato Compact disc (CD) em 2002, na série Tudo, da Universal Music, junto com outros treze álbuns de Possi, incluindo as capas e encartes originais.

## Recepção crítica
| Críticas profissionais | Críticas profissionais |
| Avaliações da crítica  | Avaliações da crítica  |
| Fonte                  | Avaliação              |
| ---------------------- | ---------------------- |
| Diário do Pará         | Mista                  |

As resenhas da crítica especializada em música foram, em maioria, mistas. 
Edgar Augusto, do Diário do Pará, criticou o fato de uma artista com tais dotes vocais e de interpretação se render a canções feitas para tocar em rádios FM, tal aspecto, segundo ele, corroborava para ela não ser consagrada como um grande nome da MPB. Sobre a seleção de canções, chamou-a de desigual, visto que apresenta "excelentes" faixas como "A Paz" e "Canção de Protesto" e "recriações razoáveis" como as de "Tempos Modernos" e "Foi Assim".

## Desempenho comercial
Comercialmente, estreou na posição de número dez na tabela de álbuns mais vendidos da semana, publicada pelo Jornal do Brasil (edição de 1 de outubro de 1987), e auditada pela Nopem, sendo essa a sua única aparição com disco.

## Lista de faixas
- Créditos adaptados do LP Amor & Música, de 1987.[13]

### Lado A
| N.º | Título               | Compositor(es)                         | Duração |  |
| 1.  | "Canção de Protesto" | Caetano Veloso                         | 4:12    |  |
| 2.  | "Noite"              | Nico Rezende, Jorge Salomão            | 3:44    |  |
| 3.  | "Companhia"          | Roberto Frejat, Ezequiel Neves, Cazuza | 3:54    |  |
| 4.  | "Era Pra Durar"      | Paulinho Lima, Guilherme Arantes       | 3:26    |  |
| 5.  | "Tempos Modernos"    | Lulu Santos                            | 3:59    |  |

### Lado B
| N.º | Título                            | Compositor(es)                | Duração |  |
| 1.  | "Mania"                           | Celso Fonseca, Ronaldo Bastos | 3:45    |  |
| 2.  | "A Paz"                           | Gilberto Gil, João Donato     | 3:42    |  |
| 3.  | "Tudo o Que Eu Quero"             | Kiko Zambianchi               | 3:40    |  |
| 4.  | "Esquece e Vem"                   | Paulinho Lima, Nico Rezende   | 3:48    |  |
| 5.  | "Foi Assim (Juventude e Ternura)" | Renato Corrêa, Ronaldo Corrêa | 3:07    |  |
| 6.  | "Canção de Protesto" (Vinheta)    | Caetano Veloso                | 1:38    |  |

## Tabelas

### Tabelas semanais
| Tabela musical (1987) | Melhor posição |
| --------------------- | -------------- |
| Brasil (Nopem)        | 10             |